# 잘리카투

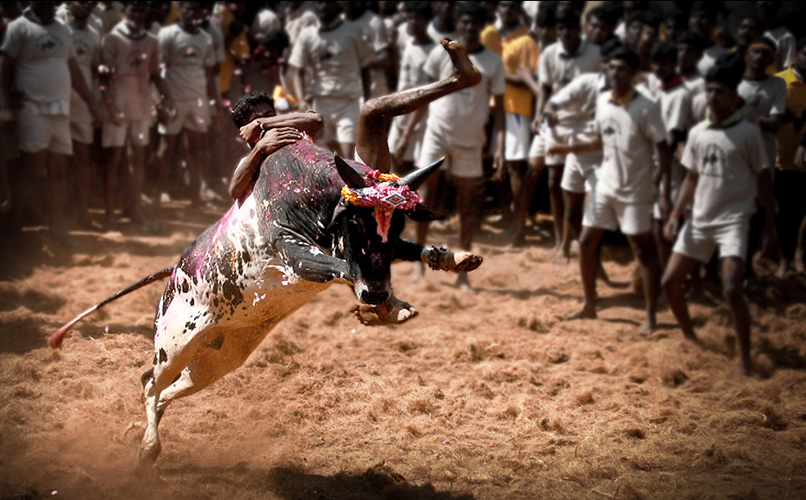
잘리카투를 하는 모습

잘리카투는 인도 타밀나두주에서 행해지는 투우 스포츠이다. 사람인 참가자가 황소의 등을 두 팔로 잡고 매달리며, 황소는 벗어나려고 시도한다. 참가자들은 황소를 멈추게 하기 위해 가능한 오랫동안 황소를 잡고 있는다.
잘리카투와 관한 부상과 사망 사건이 참가자 또는 동물 모두에게 발생함에 따라 동물 단체는 스포츠 금지를 요구했으며 법원은 지난 몇 년 동안 여러 차례 금지했다. 그러나 금지에 반대하는 사람들의 항의로 2017년에 스포츠를 계속하기 위한 새로운 조례가 제정되었다.

## 같이 보기
- 카바디